# Seznam makedonskih književnikov
Seznam makedonskih književnikov.

## A
- Gjorgji Abadžiev
- Aleksandar Aleksiev
- Cane Andreevski

## B
- Petar T. Boškovski

## C
- Kiril Cenevski (filmski režiser)
- Marko Cepenkov (1829 - 1920)
- Branko Cvetkoski

## Č
- Todor Čalovski
- Kole Čašule
- Vojdan pop Georgiev Černodrinski
- Živko Čingo
- Milan Ćurčinov

## D
- Dejan Dukovski

## G
- Paskal Gilevski
- Bogomil Ǵuzel

## I
- Petar Hristov Ilievski (1920-2013) zgodovinar
- Gogo Ivanovski
- Srbo Ivanovski

## J
- Slavko Janevski

## K
- Eftim Kletnikov
- Danilo Kocevski
- Blaže Koneski
- Jovan Koteski
- Slavčo Koviloski
- Joakim Krčovski
- Katica Ḱulavkova

## L
- Miloš Lindro (pesnik in esejist, fizik)

## M
- Vlado Maleski
- Mateja Matevski
- Vladimir Milčin (gledališki režiser)
- Krste Misirkov
- Kata Misirkova Rumenova

## P
- Božin Pavlovski
- Radovan Pavlovski
- Vidoe Podgorec
- Ante Popovski
- Aleksandar Prokopiev

## R
- Mihail Rendžov
- Blaže Ristovski (1931 - 2018)
- Danica Ručigaj

## S
- Rade Siljan
- Vele Smilevski
- Georgi Stardelov (1930 - 2021)
- Goran Stefanovski
- Sande Stojčevski

## Š
- Aco Šopov
- Vladimir Šopov

## T
- Gane Todorovski

## U
- Vlado Uroševič

## V
- Risto Vasilevski

## Ž
- Rajko Žinzifov